# Perwerzija
Perwerzija (ukr. Перверзія) – trzecia studyjna płyta ukraińskiego zespoły folk rockowego Haydamaky. Dysk był wydany przez wytwórnię Comp Music/EMI 16 grudnia 2005, natomiast prezentacja odbyła się dwa dni wcześniej w kijowskim Warsteiner Pub.
Tytuł płyty został zaczerpnięty z powieści Jurija Andruchowycza o tym samym tytule (polskie wydanie – 2004). Również pierwsza piosenka z albumu – Kochannia poświęcona jest Adzie Cytrynie, bohaterce Andruchowyczowskiej Perwersji.

## Twórcy
- Ołeksandr Jarmoła – wokal, sopiłka, kosa dudka, teksty
- Iwan Lenio – akordeon, wokal wspierający, cymbały, Organy Hammonda BX3
- Eugen Didic – trąbka, skrzydłówka
- Iwan Tkadenko – bandura, wokal wspierający
- Ołeksandr Demjanenko – gitara, mandolina
- Rusław Owras – bębny, perkusja
- Wołodymyr Szerstiuk – gitara basowa

## Utwory
| 1.  | Кохання (Аді Цитрині) – Kochannia (Adi Cytryni)         | 3:53  |
|     |                                                         |       |
| 2.  | Чуєш?! – Czujesz?!                                      | 1:29  |
|     |                                                         |       |
| 3.  | Немає Хліба – Співай – Nemaje Chliba – Spiwaj           | 4:08  |
|     |                                                         |       |
| 4.  | Листопад 2004 – Lystopad 2004                           | 5:01  |
|     |                                                         |       |
| 5.  | Шіді-Ріді – Szidi-Ridi                                  | 3:04  |
|     |                                                         |       |
| 6.  | Божествена Тромпіта – Bożestwena Trompita               | 5:01  |
|     |                                                         |       |
| 7.  | Долинов, Долинов – Dołynow, Dołynow                     | 3:53  |
|     | - słowa – tradycyjne                                    |       |
| 8.  | Сім Бід – Sim Bid                                       | 3:38  |
|     |                                                         |       |
| 9.  | На Тому Боці – Na Tomu Boci                             | 2:47  |
|     |                                                         |       |
| 10. | Сумний Святий Вечір – Sumnyj Swatyj Weczir              | 3:46  |
|     | - słowa tradycyjne                                      |       |
| 11. | Під Облачком – Pid Obłaczkom                            | 4:48  |
|     | - słowa tradycyjne                                      |       |
| 12. | Центр Української Культури – Centr Ukrajinśkoji Kultury | 2:30  |
|     |                                                         |       |
|     |                                                         | 43:58 |
|     |                                                         |       |